# Petre Steinbach
Petre Steinbach (Temesvár, 1 de gener de 1906 - 1996) fou un futbolista romanès de la dècada de 1930.
Fou internacional amb Romania i disputà el Mundial de 1930. Fou jugador de CAM Timișoara, Colţea Braşov, Unirea Tricolor Bucureşti i Olympia Bucureşti.